# S lunga

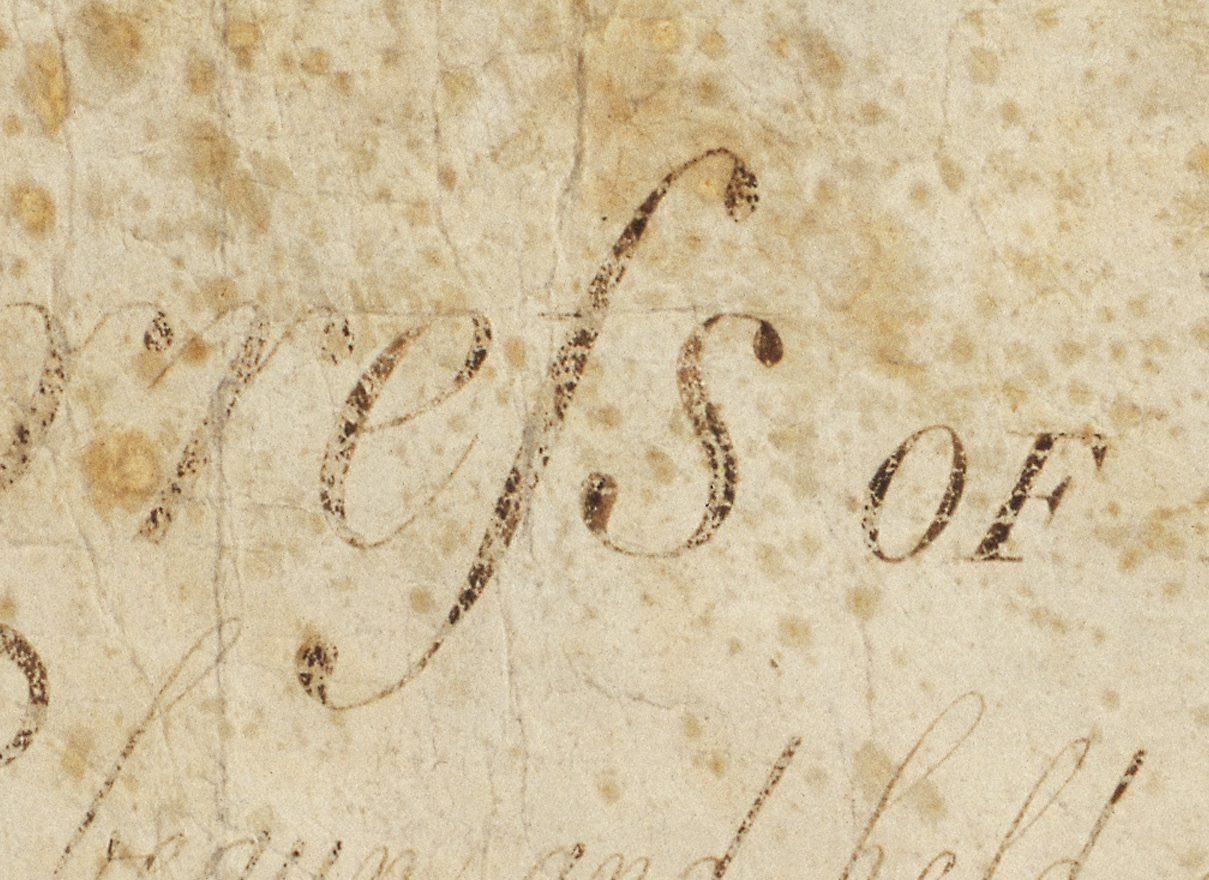
Dettaglio del Bill of Rights del congresso degli Stati Uniti che mostra una s lunga in corsivo.

La s lunga in stampatello e corsivo in un font con e senza grazie.

La s lunga (ſ) è una forma antica della lettera s minuscola.
Dopo l'uniformazione della scrittura ordinata da Carlo Magno, con la conseguente codifica della scrittura carolina o minuscola carolingia, il carattere usato per la S minuscola era, appunto, la s lunga. Solo più tardi comparve la s finale (s), s rotonda o s corta, in principio utilizzata solo in fine di parola.
A poco a poco l'utilizzo della s finale si generalizzò, finché giunse a sostituire completamente la s lunga perché quest'ultima poteva essere facilmente confusa con una f, soprattutto dopo l'introduzione della scrittura corsiva da parte di Giovanni Francesco Cresci. Il testo della Costituzione degli Stati Uniti d'America, per esempio, impiega la s lunga unicamente lì dove la s è doppia, come nelle parole Congreſs, Claſs o Busineſs'.
La s lunga è rimasta nel francese e in inglese fino alla Rivoluzione Industriale. Non è più in uso oggigiorno in queste lingue ma è ancora usata in Germania (vedere più in basso).
L'illustrazione presente a lato mostra l'aspetto che assume la lettera nei caratteri con grazie e in quelli senza grazie, sia in stile romano sia in corsivo.
Di questa lettera esiste solo la forma minuscola, il che si spiega in quanto la legatura ß, composta da una s lunga seguita da una s rotonda (o da una z gotica ʒ) segue il medesimo principio: in maiuscolo, ſ e ß (ſ+s o ſ+ʒ per il tedesco) diventano S e SS. Altre legature usate in passato con questa lettera sono ad esempio 'si', 'ss' e 'st'.

## Origini e disegno
La s lunga, derivata dalla corsiva latina, è molto simile ad un segno di spunta allungato, ma con una forma più verticale ed è arrivata a noi tramite la semionciale latina (apparsa verso il IV secolo; i primi esempi si trovano nella corsiva romana), da cui si è trasmessa a tutte le scritture latine posteriori. Il suo utilizzo, all'inizio, non seguiva rigidamente delle regole. Varianti semplici della s, sono tracciate differentemente a seconda della scrittura, del luogo e dello scrivente. Poteva altrove essere utilizzata da sola e in tutte le posizioni al posto della s rotonda. Con il passare del tempo, comunque, finì per rimpiazzare la s in tutte le posizioni salvo che in quella finale. Anche l'alfabeto greco usa due lettere per la sigma, corrispondente alla latina 's', la normale 'σ' e la forma speciale 'ς' in finale di parola, cosa che potrebbe avere aiutato la creazione di forme speciali della 's'; infatti durante il Rinascimento una parte significativa della classe intellettuale europea aveva familiarità con il greco.
Da notare che la variante corsiva, nei testi a stampa, possiede spesso un'asta più lunga che scende al di sotto della linea di base. Non è rara così come la presenza di un'asta verso sinistra all'altezza della x, che la fa rassomigliare a una f: 
Il trattino acquisì la sua forma nello stile di scrittura gotico ed è presente in vari font sia in stile romano sia in gotico. Il trattino non è presente nella forma corsiva in cui invece vi è un tratto discendente pendente verso sinistra—non possibile nelle altre forma di caratteri menzionati senza crenatura. 
La s lunga, per il fatto di essere tracciata, è soggetta a numerose legature, a partire dà ſ+s, da cui si ottiene ß, detta eszett.
Questa convenzione (così come le numerose legature con s lunga) si è conservata nella stampa fino al XIX secolo, dopo il quale l'utilizzo, già discontinuo alla fine del XVIII secolo - (nella stessa opera le due s potevano essere utilizzate in concorrenza con l's unica), si perse interamente. La 's' lunga cade in disuso negli stili tipografici romano e corsivo prima della fine del XIX secolo.
Attualmente, i lettori o gli editori non preparati confondono frequentemente la s lunga con una f (nello stesso modo in cui gli anglofoni confondono la grafia moderna di þ con una y tra cui non vi è nessun rapporto). La confusione è spesso dovuta alla presenza dell'asta orizzontale.

## Utilizzo
La s lunga è stata impiegata in praticamente tutte le lingue d'Europa che hanno usato l'alfabeto latino. Ecco qualche esempio d'uso.

### Nel francese

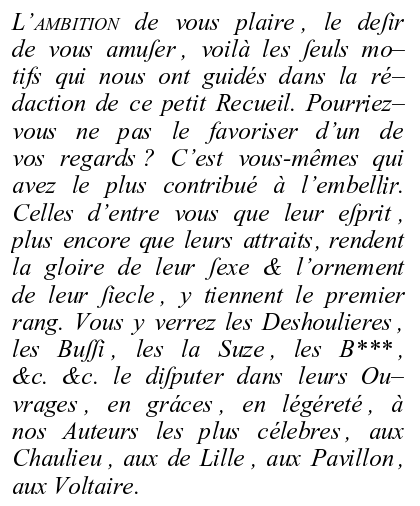
S lunga e s rotonda

Il testo a sinistra rappresenta un estratto dell'epistola dedicatoria del Calendrier de Paphos di Voltaire così come stampata nel 1778. È stato riprodotto secondo le convenzioni in uso nella tipografia e nell'ortografia manoscritta dell'epoca. La tipografia in uso allora si distingue dalla tipografia attuale anche per l'uso di uno spazio davanti alla virgola e per la s corta nel patronimico Deshoulieres, che oggi sarebbe diventato Des Houlieres. La posizione e la natura degli accenti differisce anch'essa dalla grafia attuale.
La s lunga seguita da un'altra s poteva essere scritta in più modi, secondo il gusto del tipografo (e talvolta senza grande coerenza), come due s lunghe o con una s lunga seguita da una s rotonda, il che può portare alla legatura ß che non è stata, in passato, limitata al tedesco.
In francese, anche se meno spesso, questa legatura si rincontra in concorrenza alla forma senza legatura, ciò fino alla sparizione della s lunga. La troviamo ad esempio nella La maniere de bien traduire d'une langue en aultre : d'advantage de la punctuation de la langue françoyse, plus des accents d'ycelle di Étienne Dolet, edizione del 1540 (profeßion, p. 3) oppure nelle Euures de Louïze Labé, Lionnoize, reuues & corrigees par ladite Dame del 1556, edizione che non si mostra molto sistematica nella sua scelta: pagina 9, si legge poußé ma, proprio al di sotto paſſer, verbo a volte scritto anche paſsé p. 4. Oltretutto anche se l'editore ha usato la legatura ſt, come previsto (reſté, p. 4, eſtoit p. 9), c'è talvolta una legatura con una s rotonda che viene utilizzata (festin, p. 9, estois p. 120).
Da notare infine che Corneille aveva proposto di conservare la s lunga solo per marcare il prolungamento della vocale precedente, convenzione che in seguito non venne seguita. Le parole interessate hanno preso attualmente l'accento circonflesso.
Ecco dei disegni possibili per questi caratteri:

### Nel tedesco

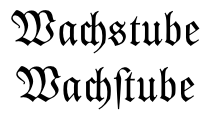
Wachs-tube e Wach-stube.

In tedesco, soprattutto nella scrittura chiamata Fraktur, l'uso di due s non segue esclusivamente delle regole contestuali, ma anche morfologiche: la s rotonda è usata a fine di una parola o di uno degli elementi di una parola composta, per cui c'è bisogno, per scriverla correttamente, di conoscere la lingua. Ad esempio, Wachstube, così come è scritto attualmente, può essere analizzato e pronunciato in due modi:
- Wach + Stube : «camera (Stube) della vigilia (Wach)» /vax.ʃtuːbə/;
- Wachs + Tube : «tubo (Tube) di cera (Wachs)» /vaks.tuːbə/.

La grafia toglie talvolta l'ambiguità: Wach + Stube viene scritto Wachſtube mentre Wachs + Tube diventa Wachstube. L'uso di una s rotonda segna la fine virtuale di una parola in una composizione (alla stessa maniera di Deshoulieres di Voltaire nel testo citato più in alto).
Nell'ortografia attuale di questa lingua solo la legatura ß (eszett) sussiste tuttora, legatura che si può far risalire a ſ e s o a ſ e z; la legatura ſz , scritta in scrittura gotica (successivamente in Fraktur e in Kurrent), rassomiglia di più a ſʒ.Attualmente è meno utilizzata dopo l'importante riforma ortografica attuata nel 1998.

### Nell'inglese

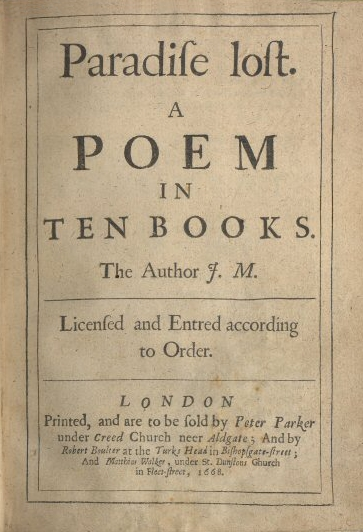
Frontespizio del Paradiso perduto di John Milton.

In inglese la 's' lunga viene chiamata long, medial o descending s (ſ) ed è usata quando la 's' si trova all'inizio o nella parte mediana di una parola, ad esempio in ſinfulneſs (“sinfulness”). La forma moderna della lettera è denominata terminal o short s.
In inglese la scomparsa della forma lunga avviene in Inghilterra nei decenni intorno al 1800 e negli Stati Uniti intorno al 1820. Questo cambiamento potrebbe essere stato provocato dal fatto che la 's' lunga è simile alla 'f' (sia nello stile romano sia in quello corsivo), mentre la 's' rotonda ha il vantaggio di non assomigliare ad altre lettere, facilitando la lettura corretta, specialmente alle persone con problemi di vista.
Attualmente la confusione tra la 'ſ' lunga e la 'f' è usato come soggetto umoristico, spesso in frasi quali “sucking pig”, ma Greenfleaves appare in un monologo di Flanders e Swann somigliante ad un pezzo shakespeariano e lo stesso gioco di parole è alla base della canzone di Benny Hill “Fad-Eyed Fal” (i.e., Sad-Eyed Sal), così come di alcuni dialoghi in una scena del musical patriottico di Stan Freberg “Stan Freberg Presents the United States of America Vol.1” sulla Dichiarazione d'indipendenza statunitense: leggendo con attenzione il nuovo documento di Thomas Jefferson Benjamin Franklin legge "life, liberty and the 'purfoot of happinefs'" e dice a Jefferson che le sue s assomigliano alle f. La rivista Mad usò anch'essa umoristicamente la somiglianza della s lunga con la f minuscola nel Poor Alfred'f Almanack.
Il giornale norvegese Aftenposten ("The evening mail"), la cui testata viene scritta usando la s lunga 'ſ', è scherzosamente chiamato "Aftenpoften". In maniera simile per l'Adresseavisen, che viene spiritosamente chiamato "Udresfeabifen".
Anche nella serie tv inglese The Vicar of Dibley, vi è un episodio che contiene delle scene dove il personaggio di Alice deve leggere una preghiera (inventata dagli autori) che contiene alcune "S" ed è incapace di capire dove si trova “Fs” (If any) e dove no, portando perciò a letture umoristiche e insensate come “Ye are the falt of the Earth and fainted.” (in realtà: "salt" e "sainted" rispettivamente). La scena termina quando Alice sta per leggere l'ultima parola con la S lunga come se fosse una "F", ma il vicario la interrompe e le dice la parola corretta. La parola in questione è “Succour”.

### Nello sloveno
Prima del 1840, nell'alfabeto bohoričica, sviluppato da Adam Bohorič, le lettere č, š e ž venivano traslitterate rispettivamente come zh, ʃh e sh. Bohorič mutuò la traslitterazione da quanto proposto da Primož Trubar nell'abecedario Abecednik.

### Nel turkmeno
Nel 1993, quando venne reintrodotto l'alfabeto latino nella lingua turkmena, la lettera ſ venne utilizzata per traslitterare la lettera ж, nel 1999 venne sostituita dalla lettera ž.

## Uso moderno

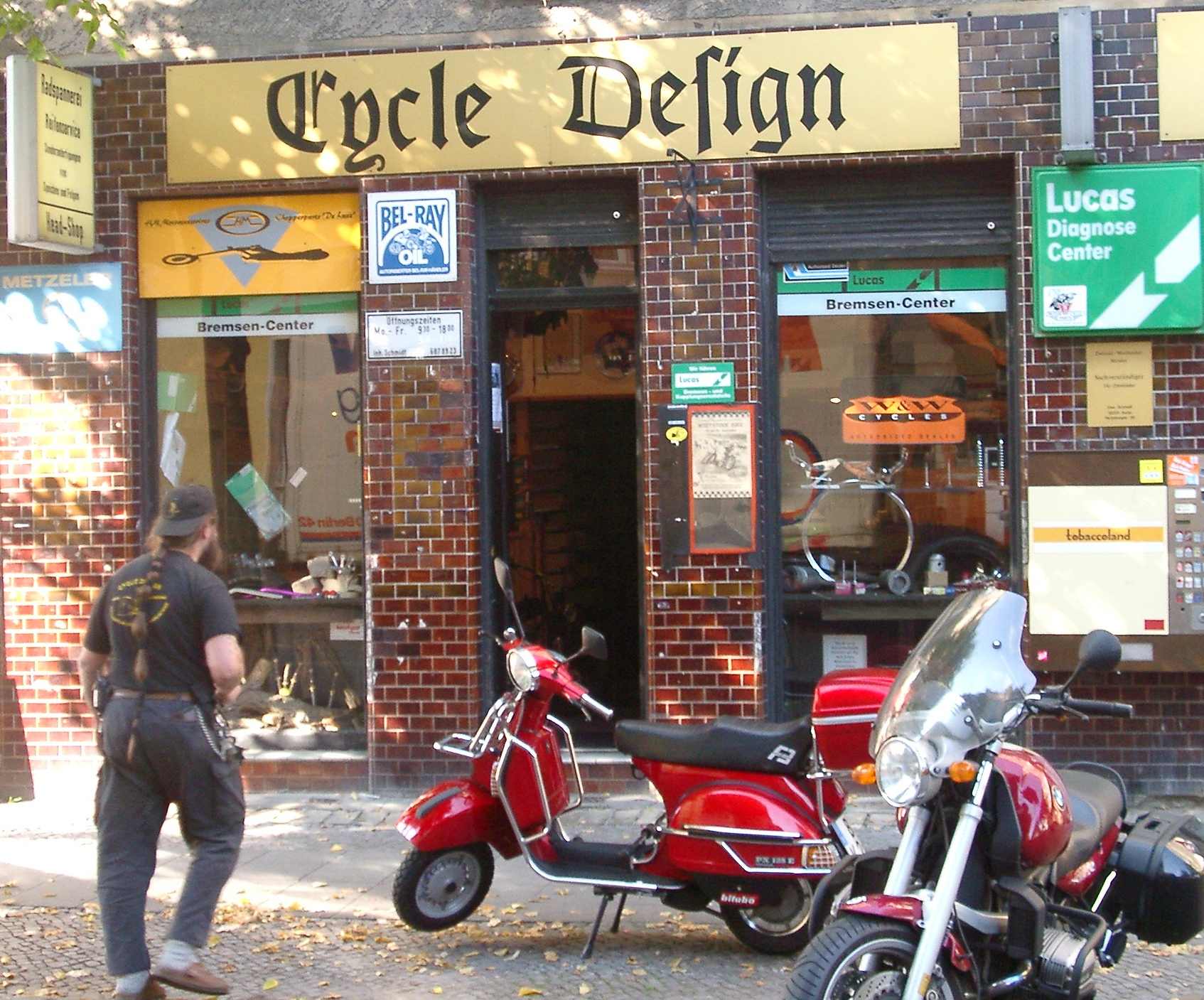
S lunga a Berlino nel 2002

I matematici impiegano un esempio della s lunga come simbolo dell'integrale: {\displaystyle \int }. Il co–inventore del concetto della somma integrale, Leibniz, ha usato la prima parola dell'espressione in latino, summa, («somma»), scritta ſumma e ne ha conservato l'iniziale ∫. Il primo uso su una pubblicazione appare nel De Geometria, all'interno degli Acta Eruditorum di giugno 1686, ma fu utilizzato negli scritti privati almeno dal 1675.
Esiste nell'alfabeto fonetico internazionale un'altra variazione della s lunga chiamata esh ʃ, che serve a indicare la consonante fricativa postalveolare sorda che si trova all'interno della parola pesce (indica il digramma italiano sc). La si ritrova attualmente nelle ortografie recenti di molte lingue africane (come il dagbani del Ghana, il songhoy e il tamasheq del Mali o anche il pandikeri dell'Uganda). La forma maiuscola non è una S ma una specie di sigma maiuscola greca, Ʃ oppure, nell'alfabeto internazionale di Niamey una versione ingrandita della minuscola, usata di preferenza per le lingue africane.
Questi due caratteri hanno sempre, sia in carattere romano sia in corsivo, un tratto discendente al di sotto della linea di base.

## Codifica informatica
La norma Unicode prevede esclusivamente la forma minuscola per la s lunga e i suoi derivati.
- ſ (U+017F):
  - UTF-8: 0xC5 0xBF;
  - UTF-8 octal: \305\277;
  - entità numerica decimale HTML: &#383;;
- ẛ (U+1E9B, s lunga con punto sovrascritto utilizzata per esempio nei manoscritti gaelici d'Irlanda):
  - UTF-8: 0xE1 0xBA 0x9B;
  - UTF-8 octal: \341\272\233;
  - entità numerica HTML: &#7835;;
- ﬅ (U+FB05; legatura di s lunga e t):
  - UTF-8: 0xEF 0xAC 0x85;
  - UTF-8 octal: \357\254\205;
  - entità numerica HTML: &#64261;.

Il simbolo di integrale è codificato con un altro carattere: 
- ∫ (U+222B): 
  - UTF-8: 0xE2 0x88 0xAB;
  - UTF-8 octal: \342\210\253;
  - entità numerica decimale HTML: &#8747;.

Infine, per l'esh dell'alfabeto fonetico internazionale e presente nell'ortografia di molte lingue africane (cf. alfabeto africano di riferimento): 
- ʃ (U+0283): 
  - UTF-8: 0xCA 0x83;
  - UTF-8 octal: \312\203;
  - entità numerica decimale HTML: &#643;.

La versione maiuscola non serve che nelle lingue africane. A seconda della lingua, può prendere una forme simile a quella dell'esh minuscola o in alternativa la forma di una sigma maiuscola. Anche se l'alfabeto africano di riferimento prescrive la prima forma, la seconda è quella che è rappresentata dalla maggior parte dei font:
- Ʃ (U+01A9):
  - UTF-8: 0xC6 0xA9;
  - UTF-8 octal: \306\251;
  - entità numerica decimale HTML: Ʃ.